# Talsperre Podhora
Die Talsperre Podhora, früher Podhornteich (tschechisch Vodní nádrž Podhora) ist ein Trinkwasserreservoir in Tschechien.

## Geographie
Sie befindet sich vier Kilometer südwestlich der Stadt Teplá in 693 m ü. M. im Tepler Hochland auf den Fluren von Teplá und Ovesné Kladruby. Gestautes Gewässer ist die Teplá. Der Stausee liegt am südöstlichen Fuße des Podhorní vrch (Podhorn, 847 m). Am südlichen Ufer verläuft die Bahnstrecke Mariánské Lázně–Karlovy Vary.

## Geschichte
Der Podhornteich wurde das Stift Tepl als Fischteich angelegt. Beim Hochwasser vom 24. November 1890 brach der Damm des Teiches, wobei die Fluten in der Stadt Tepl große Schäden verursachten.
Zwischen 1952 und 1956 wurde der alte Podhorský rybník (Podhornteich) als Trinkwassertalsperre für den Großraum Mariánské Lázně ausgebaut und ein Pumpwerk errichtet. Zwischen 1974 und 1982 erfolgte die Errichtung eines neuen Pumpwerkes.

## Beschreibung
Der westlich über dem Dorf Mrázov (Prosau) gelegene Damm hat eine Höhe von 10,18 m. Die Dammkrone ist 280 Meter lang und 4,4 Meter breit. Der Stausee hat eine Wasserfläche von 95,02 Hektar und fasst 3,03 Millionen Kubikmeter Wasser. In Trockenzeiten wird der Talsperre Marienbad Wasser zugeleitet.